# Sage Kotsenburg
Sage Kotsenburg (Coeur d'Alene, 27 juli 1993) is een Amerikaanse snowboarder, hij is gespecialiseerd op het onderdeel slopestyle. Kotsenburg vertegenwoordigde zijn vaderland op de Olympische Winterspelen 2014 in Sotsji.

## Carrière
Op de Winter X Games XV in Aspen won Kotsenburg de bronzen medaille op het onderdeel big air. Op de Winter X Games XVI in Aspen sleepte hij de zilveren medaille in de wacht op het onderdeel slopestyle. Bij zijn wereldbekerdebuut in januari 2013 in Copper Mountain scoorde de Amerikaan direct wereldbekerpunten. In Stoneham-et-Tewkesbury nam Kotsenburg deel aan de FIS wereldkampioenschappen snowboarden 2013. Op dit toernooi eindigde hij als twintigste op het onderdeel slopestyle. In maart 2013 eindigde hij in Špindlerův Mlýn voor de eerste maal in zijn carrière in de top tien van een wereldbekerwedstrijd. Tijdens de Olympische Winterspelen van 2014 in Sotsji werd Kotsenburg de eerste olympisch kampioen slopestyle in de geschiedenis.

## Resultaten

### Olympische Winterspelen
| Jaar | Plaats | Resultaten |
| ---- | ------ | ---------- |
| 2014 | Sotsji | Slopestyle |

### Wereldkampioenschappen
| Jaar | Plaats                 | Resultaten     |
| ---- | ---------------------- | -------------- |
| 2013 | Stoneham-et-Tewkesbury | 20e Slopestyle |

### Wereldbeker
Eindklasseringen
| Seizoen   | Algm | SS  |
| --------- | ---- | --- |
| 2012/2013 | 38e  | 12e |
| 2012/2013 | 89e  | 36e |